# 빈도주의적 추론
빈도주의적 추론은 도수 확률에 기반한 통계적 추론의 한 유형으로, "확률"을 "빈도"와 동일한 용어로 취급하고 데이터에서 발견된 결과의 빈도 또는 비율을 강조하여 표본 데이터에서 결론을 도출한다. 빈도주의적 추론은 빈도주의적 통계의 기초가 되며 통계적 가설 테스트 및 신뢰 구간의 잘 확립된 방법론이 수립된다.
통계적 추론의 경우 추론하려는 관련 통계는 다음과 같다. {\displaystyle y\in Y}, 여기서 임의 벡터 {\displaystyle Y} 알 수 없는 매개변수 {\displaystyle \theta }의 함수이며,  . 매개변수 {\displaystyle \theta }는 ( {\displaystyle \psi ,\lambda } )로 표현될 수 있다. {\displaystyle \psi }는 관심 매개변수이고, {\displaystyle \lambda }는 장애 모수이다.

통계적 추론은 확률 벡터의 기대와 관련이 있다. {\displaystyle Y}의 기대값, 즉 {\displaystyle E(Y)=E(Y;\theta )=\int yf_{Y}(y;\theta )dy} .
빈도주의적 추론에서 불확실성 영역을 구성하기 위해 {\displaystyle \psi } 주변 영역을 정의하는 피벗이 사용된다. 불확실성을 추정하는 간격을 제공하는 데 사용할 수 있다.